# Бодлианская библиотека

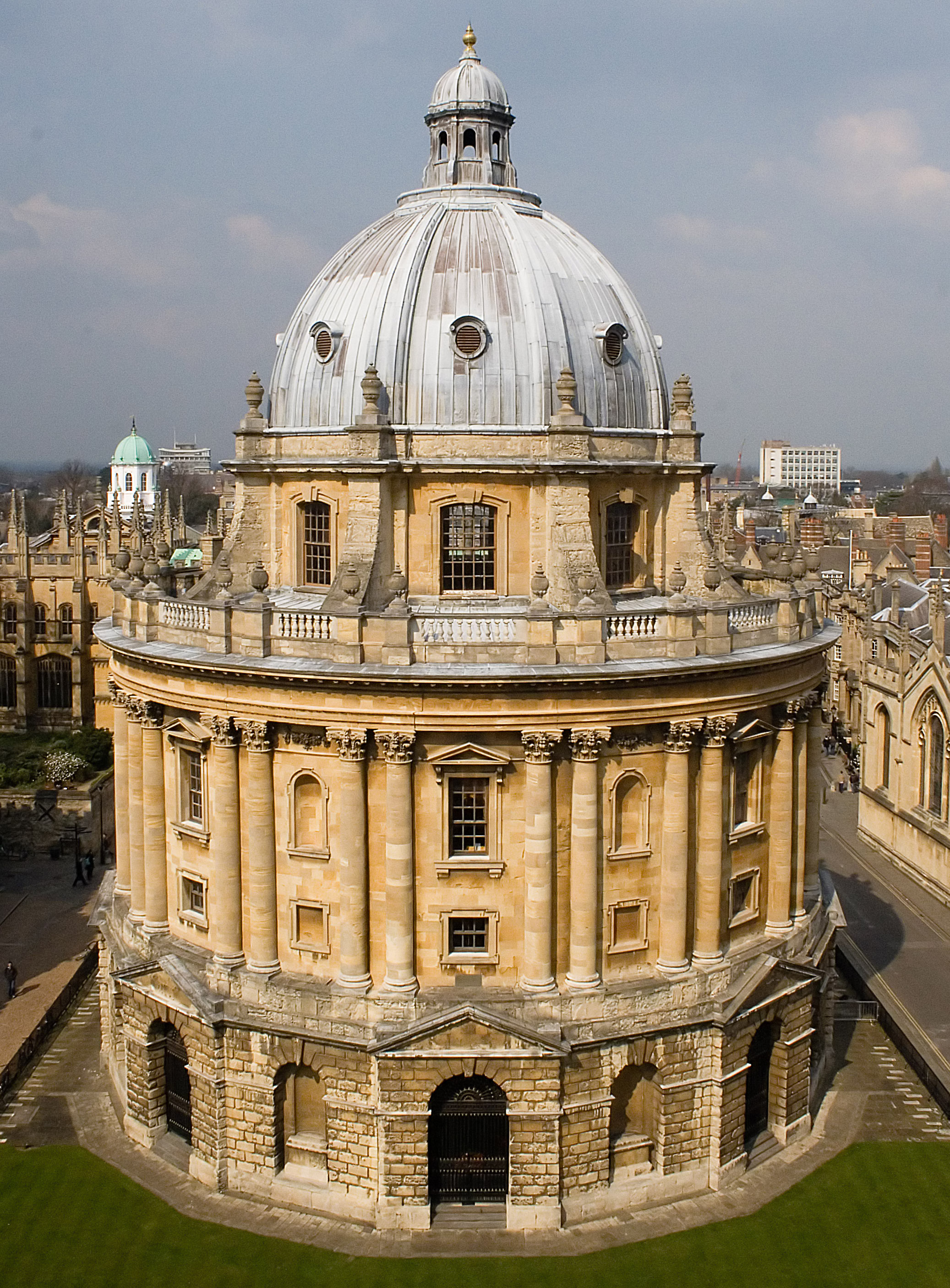
Ротонда Радклиффа — одно из зданий библиотеки Бодли

Бодлианская библиотека, или Библиотека Бодли (англ. Bodleian Library) — библиотека Оксфордского университета. Библиотека оспаривает у Ватиканской право называться старейшей в Европе, а у Британской — титул самого крупного книжного собрания Великобритании.

## История
Основателем библиотеки является епископ Вустерский Томас Кобэм (ум. 1327), завещавший университету небольшое собрание книг, прикованных к полкам цепями во избежание их выноса за пределы здания. Библиотека была расположена над северной частью университетской церкви, на Хай-стрит.
В 1410 году библиотека перешла в полное распоряжение университета, а несколько позднее расширением университетского собрания озаботился герцог Хамфри Глостерский. Благодаря его попечению в 1450 году библиотека переехала в новые, более обширные помещения, которые сохранились по сей день. При первых Тюдорах университет обнищал, Эдуард VI экспроприировал его книжные собрания, даже сами книжные шкафы были распроданы.
Библиотека носит имя сэра Томаса Бодли (1545—1613) — известного собирателя старинных манускриптов, состоявшего на дипломатической службе королевы Елизаветы. В 1602 году Томас Бодли не только восстановил библиотеку, но и помог ей занять новые помещения. Он преподнёс университету своё книжное собрание, пёкся о приобретении книг из Турции и даже Китая. В течение последующих столетий для размещения библиотечных собраний было выстроено несколько зданий, включая ротонду Радклифа (1737—1769) — шедевр британского палладианства.
С 1610 года (официально — с 1662-го) наделена правом на получение обязательного экземпляра всех изданий, выпускаемых в стране.
Среди манускриптов библиотеки есть уникальная коллекция памятников устного русского фольклора начала XVII века.

## Комментарии
1. ↑  Bodlian произносится как Бодлиан по правилам англо-русской практической транскрипции. Название «Бодлианская библиотека» использовалось в советском энциклопедическом издании[2]. Встречаются также написания: устаревшее Бодлеянская[3][4]. В большинстве изданий упоминается Бодлеанская[5] библиотека.